# Melberg
De Melberg is een natuurgebied in Genk, gelegen tussen de wijken Termien en Kolderbos. Het wordt beheerd door de gemeente Genk.

## Natuurgebied
Het gebied ligt op de zuidwestflank van het Kempens Plateau, waar de hoogte afneemt van 80 naar 60 meter boven zeespiegelniveau. Het gebied wordt geheel omsloten door stedelijke bebouwing en industrie, en werd door de aanleg van de Westerring (een stadsautoweg) verder aangetast.
Niettemin is er nog een belangrijk natuurgebied overgebleven bestaande uit gemengd bos, met heide- en stuifzandrestanten. Er zijn nog enkele jeneverbesstruiken te vinden.
In het gebied werden enkele gemarkeerde wandelingen uitgezet.

## Kapel
Omstreeks 1790 werd in het Melbergbos een Mariabeeldje tegen een boomstam aangetroffen. Dit trok pelgrims aan die Maria vooral aanriepen om van de koorts verlost te worden. In 1820 werd een kapelletje gebouwd, dit werd in 1832 door een groter exemplaar vervangen. Het huidige betreedbare kapelletje, gewijd aan Onze-Lieve-Vrouw-van-d'Ierd dateert van 1912 en werd gebouwd in neobarokke stijl. Het bevindt zich aan de d'Ierdstraat, in het noordoosten van het Melberggebied.
In 1981 zou Bertha Olaerts, naar verluidt, een Mariavisioen hebben gekregen, waarbij Maria beloofd zou hebben dat het bos heilig was en heilig zou blijven. Sindsdien trekt iedere achtste van de maand een processie door het bos.